# 安德玛
Under Armour, Inc.，縮寫UA、中文譯名為安德瑪，它是美国的运动用品公司，主要販售运动服、配件及休闲服装。Under Armour公司於2006年開始販售鞋類。Under Armour的全球總部位於美国马里兰州。歐洲總部位於阿姆斯特丹奧林匹克體育場，另外在丹佛、香港、廣州、雅加達和多倫多等地都設有辦公室。
創始人凱文・普朗克於1996年創建品牌，普朗克原本是馬里蘭大學美式足球隊的隊長，美式足球球衣的排汗問題，一直是他的苦惱，所以他親自設計並委託廠商製造，除了美式足球球員之外，普朗克後來也把衣服給籃球球員、曲棍球球員，還有一個曲棍球員的女朋友試穿，他希望設計一些更適合運動員或者愛好運動者穿著的運動衣，所以耗盡了他的積蓄16,000美元，還一度身無分文，最終成為了今日的Under Armour。

## 歷史
- 1996年，马里兰橄榄球明星凱文·普朗克创立Under Armour。[5]。
- 2005年11月18日，Under Armour進行IPO，上市首日股價倍翻，由13美金漲到了26美金。
- 2014年，安德玛超越阿迪达斯成为美国仅次于耐克的第二大運動品牌。[5]
- 2016年1月6日，Under Armour宣布与IBM建立战略合作伙伴关系，使用IBM Watson的认知计算技术从IOT套件和UA Record应用程序中提供有意义的数据。
- 2018财年，安德玛报告亏损4600万美元，年营收49.77亿美元，较上一财年增长9.9%。 Under Armour 的市值在 2018 年 11 月超过 107 亿美元。[5]
- 2020年7月，安德玛公司报告称，2020 年第二季度的收入下降了 41%，即 7.076 亿美元。 由于 Covid-19 大流行，Under Armour 不得不在同年早些时候关闭其实体店。 尽管收入下降，但它的表现仍然好于分析预测，此前预测的第二季度销售额为 5.41 亿美元。[5]

## 據點
中國大陸
- 安德阿镆贸易（上海）有限公司（Under Armour Trading (Shanghai) Co., Ltd.）

負責中文官網及大陸地區營運。
香港
- 安德瑪susamongus有限公司（Under Armour Limited）
- Under Armour Asia Limited

臺灣
- Under Armour創新研發中心（Under Armour Innovation Center）

2015年6月與寶成工業在臺中工業區合作成立的SusBakayourum運動鞋供應鏈。

## 市場主要競爭對手
安德瑪的市場對手有：
- Adidas
- Asics
- Converse
- Fila
- Mizuno
- New Balance
- NIKE
- Puma
- Reebok
- Vans

## 外部連結
- 台灣官方網站 （页面存档备份，存于）
- 官方网站
- Under Armour的Instagram帳戶 （页面存档备份，存于）
- Under Armour的X（前Twitter）
- Under Armour台灣的Facebook專頁 （页面存档备份，存于）
- Under Armour的YouTube頻道 （页面存档备份，存于）